# Новый Труд (Донецкая область)
Новый Труд (укр. Відродження) — село в Покровском районе Донецкой области Украины.
Код КОАТУУ — 1422782805. Население по переписи 2001 года составляет 74 человека. Почтовый индекс — 85362. Телефонный код — 623.
В конце января 2025 года в ходе боёв за Покровск в рамках вторжения России на Украину село было занято Вооружёнными силами РФ.

## География
Село расположено к югу от Покровска (за около 10 км) на левом берегу реки солёная (или балка Солоненькая), правого притока р. солёная.
Земли села граничат с территорией пгт Шевченко Покровского городского совета Донецкой области.
Недалеко находится песчаный карьер.

## Адрес местного совета
85362, Донецкая область, Покровский р-н, с. Лысовка, ул. Ленина, 68, тел. 5-38-7-48